# Zakon o orožju Republike Slovenije
Zakon o orožju Republike Slovenije (ZOro-1-UPB1) je zakon, ki v Republiki Sloveniji ureja pravice in obveznosti posameznikov, pravnih oseb in samostojnih podjetnikov posameznikov v zvezi z orožjem, z namenom varovanja življenja, zdravja in varnosti ljudi ter javnega reda.
Zakon je na podlagi 153. člena Poslovnika državnega zbora je Državni zbor Republike Slovenije na seji dne 26. januarja 2005 potrdil uradno prečiščeno besedilo Zakona o orožju, ki obsega:
- Zakon o orožju – ZOro-1 (Uradni list RS, št. 61/2000 z dne 6. 7. 2000) in
- Zakon o spremembah in dopolnitvah Zakona o orožju – ZOro-1-A (Uradni list RS, št. 73/04 z dne 5. 7. 2004).